# 対照
| ウィキペディアには「対照」という見出しの百科事典記事はありません（タイトルに「対照」を含むページの一覧/「対照」で始まるページの一覧）。 代わりにウィクショナリーのページ「対照」が役に立つかもしれません。 |